# 1-800 New Funk
1-800-NEW-FUNK es un álbum recopilatorio del músico estadounidense Prince. Fue lanzado el 20 de julio de 1994 por el sello NPG.

## Lista de canciones
1. "MPLS" (4:27)
2. "Hollywood" (4:33)
3. "Love Sign"  (4:32)
4. "If I Love U 2nite" (4:20)
5. "Color" (4:20)
6. "2gether" (5:07)
7. "Standing at the Altar" (3:55)
8. "You Will be Moved" (4:12)
9. "17" (5:24)
10. "A Woman's Gotta Have It" (4:30)
11. "MPLS Reprise" (0:48)